# Fixer Upper
Fixer Upper é uma canção da Disney para o filme Frozen, composta no ano de 2012 pelo casal Kristen Anderson-Lopez e Robert Lopez.

## Sinopse
A canção é cantada quando Kristoff traz Anna a sua "família" - os trolls que trataram Anna após o acidente com Elsa. Kristoff procura Pabbie para tratar Anna, pois ele teme Elsa tenha lesionado Anna, mas os trolls acabam achando que Anna é sua namorada e, portanto, tentam casar os dois. A canção começa com os trolls perguntando a Anna o que a está impedindo de namorar Kristoff. Apesar de Kristoff ter protestado, afirmando que Anna está noiva de outra pessoa, os trolls vãp adiante e tentam casar eles. Eles conseguem chegar embora parcialmente a dos metade votos, porém os participantes acidentalmente os cortam.